# Magyarország védett természeti területeinek listája

## Országos jelentőségű, egyedi jogszabállyal védett természeti területek és tanösvények
Magyarország országos jelentőségű tájvédelmi körzetei, természetvédelmi területei és tanösvényei a nemzeti park igazgatóságok szerint csoportosítva

### Aggteleki Nemzeti Park
| Tájvédelmi körzet                 | Természetvédelmi terület                      | Tanösvény                               |
| --------------------------------- | --------------------------------------------- | --------------------------------------- |
| Tokaj–Bodrogzug Tájvédelmi Körzet |                                               | Bodrogzugi vízitúra tanösvény           |
| Zempléni Tájvédelmi Körzet        |                                               |                                         |
|                                   | Abaújkéri Sóstó-legelő                        |                                         |
|                                   | Bodrogszegi Várhegy                           |                                         |
|                                   | Edelényi Nőszirmos                            |                                         |
|                                   | Erdőbényei Fás Legelő                         |                                         |
|                                   | Füzérradványi Park                            |                                         |
|                                   | Keleméri Mohos-tavak természetvédelmi terület |                                         |
|                                   | Kelemer-Serényfalva                           |                                         |
|                                   | Long-erdő                                     |                                         |
|                                   | Megyaszói Tátorjános                          |                                         |
|                                   | Megyerhegyi Tengerszem                        |                                         |
|                                   | Rudabányai Őshominida lelőhely                |                                         |
|                                   | Szendrőládi-rétek                             |                                         |
|                                   | Tállyai Patócs-hegy                           |                                         |
|                                   |                                               | Baradla tanösvény                       |
|                                   |                                               | Bódva-völgyi tanösvény                  |
|                                   |                                               | Fürkész ösvény                          |
|                                   |                                               | Szádvár tanösvény                       |
|                                   |                                               | Tohonya-Kuriszlán tanösvény I. útvonal  |
|                                   |                                               | Tohonya-Kuriszlán tanösvény II. útvonal |

### Balaton-felvidéki Nemzeti Park
| Tájvédelmi körzet               | Természetvédelmi terület       | Tanösvény                     |
| ------------------------------- | ------------------------------ | ----------------------------- |
| Magas-bakonyi Tájvédelmi Körzet |                                | Boroszlán tanösvény           |
| Mura-menti Tájvédelmi Körzet    |                                |                               |
| Somló Tájvédelmi Körzet         |                                | Kitaibel tanösvény            |
| Somló Tájvédelmi Körzet         | Kőpark tanösvény               |                               |
|                                 | Attyai-láprét                  |                               |
|                                 | Bakonygyepesi Zergebogláros    |                               |
|                                 | Balatonfüredi-erdő             |                               |
|                                 | Balatonkenesei Tátorjános      |                               |
|                                 | Darvas-tó Bauxitlencse         |                               |
|                                 | Devecseri Széki-erdő           |                               |
|                                 | Farkasgyepűi Kísérleti Erdő    |                               |
|                                 | Fenyőfői Ősfenyves             |                               |
|                                 | Hévízi-tó                      |                               |
|                                 | Hódoséri Ciklámenes            |                               |
|                                 | Keszthelyi Kastélypark         |                               |
|                                 | Látrányi-puszta                |                               |
|                                 | Nagybereki Fehérvíz            |                               |
|                                 | Sárosfői Halastavak            |                               |
|                                 | Somlóvásárhelyi Holt-tó        |                               |
|                                 | Somogyvári Kupavár-hegy        |                               |
|                                 | Sümegi Mogyorós-domb           |                               |
|                                 | Szentgáli Tiszafás             |                               |
|                                 | Tapolcafői Láprét              |                               |
|                                 | Tapolcai Tavasbarlang Felszíne |                               |
|                                 | Úrkúti Őskarszt                |                               |
|                                 | Uzsai Csarabos                 |                               |
|                                 | Várpalotai Homokbánya          |                               |
|                                 | Zalakomári Madárrezervátum     |                               |
|                                 | Zirci Arborétum                |                               |
|                                 |                                | Bazaltorgonák tanösvény       |
|                                 |                                | Búbos vöcsök tanösvény        |
|                                 |                                | Geológiai-botanikai tanösvény |
|                                 |                                | Káli-medence túrahálózat      |
|                                 |                                | Kamon-kő tanösvény            |
|                                 |                                | Lóczy gejzír-sétaút           |
|                                 |                                | Pele apó ösvénye              |
|                                 |                                | Pele körút                    |

### Bükki Nemzeti Park
| Tájvédelmi körzet                      | Természetvédelmi terület              | Tanösvény                                                  |
| -------------------------------------- | ------------------------------------- | ---------------------------------------------------------- |
| Borsodi Mezőség Tájvédelmi Körzet      |                                       |                                                            |
| Hevesi Füves Puszták Tájvédelmi Körzet |                                       |                                                            |
| Hollókői Tájvédelmi Körzet             |                                       | Hollókői biológiai tanösvény                               |
| Hollókői Tájvédelmi Körzet             | Vártúra ösvény                        |                                                            |
| Lázbérci Tájvédelmi Körzet             |                                       |                                                            |
| Karancs–Medves Tájvédelmi Körzet       |                                       | Boszorkány-kő geológiai tanösvény                          |
| Karancs–Medves Tájvédelmi Körzet       | Eresztvényi kőbányák                  |                                                            |
| Karancs–Medves Tájvédelmi Körzet       | Magyar-bányai kőpark                  |                                                            |
| Karancs–Medves Tájvédelmi Körzet       | Salgó - Somoskő vára tanösvény        |                                                            |
| Karancs–Medves Tájvédelmi Körzet       | Szilvás-kői geológiai tanösvény       |                                                            |
| Kelet-cserháti Tájvédelmi Körzet       |                                       | Buda-hegyi tanösvény (Sámsonházi geológiai tanösvény)      |
| Kesznyéteni Tájvédelmi Körzet          |                                       | Kesznyéteni TK agrár-környezetgazdálkodási tanösvény       |
| Mátrai Tájvédelmi Körzet               |                                       | Ilona-völgyi geológiai tanösvény                           |
| Mátrai Tájvédelmi Körzet               | Sár-hegyi természetismereti tanösvény |                                                            |
| Tarnavidéki Tájvédelmi Körzet          |                                       |                                                            |
|                                        | Adonyi TT                             |                                                            |
|                                        | Alcsúti Arborétum                     |                                                            |
|                                        | Erdőtelki Arborétum                   |                                                            |
|                                        | Erdőtelki Égerláp                     |                                                            |
|                                        | Gyöngyösi Sár-hegy                    |                                                            |
|                                        | Kerecsendi Erdő                       |                                                            |
|                                        | Kőlyuk-tető                           |                                                            |
|                                        | Márkháza Puszta                       |                                                            |
|                                        | Siroki Nyírjes-tó                     |                                                            |
|                                        | Sóshartyáni Hencse-hegy               |                                                            |
|                                        | Szomolyai Kaptárkövek                 | Kaptárkő tanösvény                                         |
|                                        | Szöllőskei-erdő                       |                                                            |
|                                        | Tardi-legelő                          |                                                            |
|                                        |                                       | Barát-réti tanösvény                                       |
|                                        |                                       | Bél-kői tanösvény                                          |
|                                        |                                       | Cserépfalui Ördögtorony tanösvény                          |
|                                        |                                       | Jávorkúti tanösvény                                        |
|                                        |                                       | Kő-közi tanösvény                                          |
|                                        |                                       | Millenniumi természetismereti és erdészeti bemutató sétaút |
|                                        |                                       | Nagymező - Kis-kőháti-zsomboly tanösvény                   |
|                                        |                                       | Olasz-kapui tanösvény                                      |
|                                        |                                       | Rejtek - Répáshuta tanösvény                               |
|                                        |                                       | Szalajka-völgyi természetvédelmi bemutatóösvény            |
|                                        |                                       | Szarvaskői geológiai tanösvény                             |
|                                        |                                       | Szinva tanösvény                                           |
|                                        |                                       | Vár-hegyi tanösvény                                        |

### Duna–Dráva Nemzeti Park
| Tájvédelmi körzet                 | Természetvédelmi terület      | Tanösvény                      |
| --------------------------------- | ----------------------------- | ------------------------------ |
| Boronka-melléki Tájvédelmi Körzet |                               |                                |
| Dél-Mezőföld Tájvédelmi Körzet    |                               | Paksi Ürge-mező tanösvény      |
| Kelet-Mecsek Tájvédelmi Körzet    |                               | Óbányai Pro Silva tanösvény    |
| Kelet-Mecsek Tájvédelmi Körzet    | Vár-völgyi földtani tanösvény |                                |
| Nyugat-Mecsek Tájvédelmi Körzet   |                               | Denevér tanösvény              |
| Nyugat-Mecsek Tájvédelmi Körzet   | Jakab-hegyi tanösvény         |                                |
| Nyugat-Mecsek Tájvédelmi Körzet   | Kismély-völgyi tanösvény      |                                |
| Nyugat-Mecsek Tájvédelmi Körzet   | Orfűi Vízfő tanösvény         |                                |
| Zselici Tájvédelmi Körzet         |                               | Fekete harkály tanösvény       |
|                                   | Babócsai Basa-kert            | Babócsai Basa-kert tanösvény   |
|                                   | Baláta-tó                     |                                |
|                                   | Bikácsi Ökörhegy              |                                |
|                                   | Bölcskei Nőszirmos            |                                |
|                                   | Bükkhát Erdőrezervátum        |                                |
|                                   | Csokonyavisontai Fás Legelő   |                                |
|                                   | Csombárdi-rét                 |                                |
|                                   | Dávodi földvári-tó            |                                |
|                                   | Dunaszekcsői Löszfal          |                                |
|                                   | Fekete-hegy                   |                                |
|                                   | Kapszeg-tó                    |                                |
|                                   | Kistápéi Láprét               |                                |
|                                   | Mohácsi Történelmi Emlékhely  |                                |
|                                   | Nagy-mező, Arany-hegy         |                                |
|                                   | Németkér-Látóhegy             |                                |
|                                   | Pacsmagi-tavak                |                                |
|                                   | Rinyaszentkirályi-erdő        |                                |
|                                   | Szakadáti Legelő              |                                |
|                                   | Szársomlyó TT                 |                                |
|                                   | Szedresi Tarka Sáfrányos      |                                |
|                                   | Szentegáti-erdő               |                                |
|                                   | Villányi Templom-hegy         | Templom-hegyi tanösvény        |
|                                   |                               | Ártéri tanösvény               |
|                                   |                               | Bárányfoki tanösvény           |
|                                   |                               | Barcsi Borókás tanösvény       |
|                                   |                               | Boros-Dráva tanösvény          |
|                                   |                               | Bőköz tanösvény                |
|                                   |                               | Csomoros-sziget tanösvény      |
|                                   |                               | Erzsébet-sziget tanösvény      |
|                                   |                               | Kormorános-erdő tanösvény      |
|                                   |                               | Mérus-erdő tanösvény           |
|                                   |                               | Nagypartosi tanösvény          |
|                                   |                               | Nyéki-Holt-Duna tanösvény      |
|                                   |                               | Őrtilosi Dráva-ártér tanösvény |
|                                   |                               | Szeremlei-Holt-Duna tanösvény  |
|                                   |                               | Újmohácsi tanösvény            |
|                                   |                               | Üde rétek tanösvény            |
|                                   |                               | Vasút-oldali túraútvonal       |

### Duna–Ipoly Nemzeti Park
| Tájvédelmi körzet                    | Természetvédelmi terület                  | Tanösvény                                      |
| ------------------------------------ | ----------------------------------------- | ---------------------------------------------- |
| Budai Tájvédelmi Körzet              |                                           | Jági tanösvény                                 |
| Budai Tájvédelmi Körzet              | Nagy-Szénás tanösvény                     |                                                |
| Gerecsei Tájvédelmi Körzet           |                                           |                                                |
| Gödöllői Dombvidék Tájvédelmi Körzet | Grassalkovich-kastély (Gödöllő)           |                                                |
| Ócsai Tájvédelmi Körzet              |                                           | Selyem-réti tanösvény                          |
| Ócsai Tájvédelmi Körzet              | Tanösvény a Turjánban                     |                                                |
| Sárréti Tájvédelmi Körzet            |                                           |                                                |
| Sárvíz-völgye Tájvédelmi Körzet      |                                           |                                                |
| Tápió–Hajta Vidéke Tájvédelmi Körzet |                                           | Kékbegy tanösvény                              |
| Tápió–Hajta Vidéke Tájvédelmi Körzet | Sóvirág tanösvény                         |                                                |
| Vértesi Tájvédelmi Körzet            |                                           | Földtani tanösvény                             |
| Vértesi Tájvédelmi Körzet            | Haraszt-hegyi tanösvény                   |                                                |
|                                      | Adonyi                                    |                                                |
|                                      | Alcsúti Arborétum                         |                                                |
|                                      | Belsőbárándi-tátorjános                   |                                                |
|                                      | Budakalászi Kemotaxonómiai Botanikus Kert |                                                |
|                                      | Ceglédi-rét                               |                                                |
|                                      | Csévharaszti-borókás                      |                                                |
|                                      | Budai Sas-hegy                            | Sas-hegy tanösvény                             |
|                                      | Dabasi Turjános                           |                                                |
|                                      | Dinnyési-fertő                            |                                                |
|                                      | Dunaalmási-kőfejtő                        |                                                |
|                                      | Érdi Kakukk-hegy                          |                                                |
|                                      | Fóti-Somlyó                               | Fóti-Somlyó tanösvény                          |
|                                      | Fővárosi Állat- és Növénykert             |                                                |
|                                      | Gellért-hegy                              |                                                |
|                                      | Gödöllői Királyi Kastélypark              |                                                |
|                                      | Háros-szigeti Ártéri Erdő                 |                                                |
|                                      | Ipolytarnóci Ősmaradványok                | Ipolytarnóc - Biológiai tanösvény              |
|                                      | Ipolytarnóci Ősmaradványok                | Ipolytarnóc - Borókás-árok geológiai tanösvény |
|                                      | Ipolytarnóci Ősmaradványok                | Ipolytarnóc - Kőszikla tanösvény               |
|                                      | Ipolytarnóci Ősmaradványok                | Ipolytarnóc - Kőzetpark                        |
|                                      | Jókai-kert                                |                                                |
|                                      | Magyarország földrajzi középpontja        |                                                |
|                                      | Martonvásári Kastélypark                  |                                                |
|                                      | MTA Nemzeti Botanikus Kert                |                                                |
|                                      | Pákozdi-ingókövek                         |                                                |
|                                      | Pálvölgyi-barlang felszíni védőövezete    |                                                |
|                                      | Peregi Parkerdő                           |                                                |
|                                      | Pogácsa-legelő                            |                                                |
|                                      | Rácalmási-szigetek                        |                                                |
|                                      | Rétszilasi-tavak                          |                                                |
|                                      | Székesfehérvári Homokbánya                |                                                |
|                                      | Szemlőhegyi-barlang Felszíne              |                                                |
|                                      | Szentendrei-rózsa Termőhelye              |                                                |
|                                      | Tamariska-domb                            |                                                |
|                                      | Tatai Kálvária-domb                       |                                                |
|                                      | Tétényi-fennsík                           |                                                |
|                                      | Turai-legelő                              |                                                |
|                                      | Velencei-tavi madárrezervátum             |                                                |
|                                      | Vértesszőlősi Előember-telep              |                                                |
|                                      |                                           | Apródok útja                                   |
|                                      |                                           | Páskom legelő tanösvény                        |
|                                      |                                           | Strázsa-hegyi tanösvény                        |

### Fertő–Hanság Nemzeti Park
| Tájvédelmi körzet             | Természetvédelmi terület | Tanösvény                                      |
| ----------------------------- | ------------------------ | ---------------------------------------------- |
| Pannonhalmi Tájvédelmi Körzet | Pannonhalmi Arborétum    | Holt-Rába tanösvény                            |
| Pannonhalmi Tájvédelmi Körzet | Pannonhalmi Arborétum    | Természetvédelmi bemutató útvonal. Pannonhalma |
| Pannonhalmi Tájvédelmi Körzet | Pannonhalmi Arborétum    | Ravazd-Sokorópátkai tanösvény                  |
| Soproni Tájvédelmi Körzet     | Soproni Botanikus Kert   |                                                |
| Szigetközi Tájvédelmi Körzet  |                          | Szigetközi Ökoturisztikai Bemutató Útvonal     |
|                               | Bécsi-domb               |                                                |
|                               | Ikva-patak mente         |                                                |
|                               | Liget-patak mente        |                                                |
|                               | Nagycenki Hársfasor      |                                                |
|                               |                          | Hany Istók tanösvény                           |
|                               |                          | Kövi benge tanösvény                           |
|                               |                          | Sziki őszirózsa tanösvény                      |
|                               |                          | Tőzike tanösvény                               |
|                               |                          | Vizi Rence Túraútvonal                         |

### Hortobágyi Nemzeti Park
| Tájvédelmi körzet                | Természetvédelmi terület          | Tanösvény                           |
| -------------------------------- | --------------------------------- | ----------------------------------- |
| Bihari-sík Tájvédelmi Körzet     | Bihari Legelő                     | Bihari-sík tanösvény                |
| Hajdúsági Tájvédelmi Körzet      |                                   | Jónásrészi tanösvény                |
| Közép-tiszai Tájvédelmi Körzet   |                                   |                                     |
| Szatmár-beregi Tájvédelmi Körzet |                                   | Tarpai Szőlő-hegy tanösvény         |
|                                  | Baktalórántházi Erdő              |                                     |
|                                  | Bátorligeti TT                    |                                     |
|                                  | Bátorligeti Legelő                |                                     |
|                                  | Debreceni Nagyerdő                |                                     |
|                                  | Fényi Erdő                        |                                     |
|                                  | Cégénydányádi-park                | Cégénydányádi Kastélypark tanösvény |
|                                  | Hajdúbagosi Földikutya Rezervátum |                                     |
|                                  | Hencidai Csere-erdő               |                                     |
|                                  | Kállósemjéni Mohos-tó             |                                     |
|                                  | Kaszonyi-hegy                     |                                     |
|                                  | Kecskeri-puszta                   |                                     |
|                                  | Tiszadobi-ártér                   |                                     |
|                                  | Tiszadorogmai Göbe-erdő           |                                     |
|                                  | Tiszakürti Arborétum              |                                     |
|                                  | Tiszaigari Arborétum              |                                     |
|                                  | Tiszatelek-Tiszaberceli Ártér     |                                     |
|                                  | Tiszavasvári Fehér-szik           |                                     |
|                                  | Vajai-tó                          |                                     |
|                                  | Zádor-híd környéke                |                                     |
|                                  |                                   | Górési tanösvény                    |
|                                  |                                   | Öregtavi tanösvény                  |
|                                  |                                   | Szálkahalmi tanösvény               |
|                                  |                                   | Tisza-tavi vízi sétány és tanösvény |

### Kiskunsági Nemzeti Park
| Tájvédelmi körzet             | Természetvédelmi terület                  | Tanösvény                 |
| ----------------------------- | ----------------------------------------- | ------------------------- |
| Mártélyi Tájvédelmi Körzet    |                                           |                           |
| Pusztaszeri Tájvédelmi Körzet | Pusztaszeri Fülöp-szék                    |                           |
| Pusztaszeri Tájvédelmi Körzet | Pusztaszeri Hétvezér Emlékmű              | Sirály tanösvény          |
|                               | Ásotthalmi Láprét                         |                           |
|                               | Bácsalmási Gyapjas Gyűszűvirág Termőhelye |                           |
|                               | Császártöltési Vörös-mocsár               |                           |
|                               | Csólyospálosi Réti Mészkő Feltárás        |                           |
|                               | Érsekhalmi Hétvölgy                       |                           |
|                               | Hajósi Homokpuszta                        |                           |
|                               | Hajósi Kaszálók és Löszpartok             |                           |
|                               | Kéleshalmi Homokbuckák                    |                           |
|                               | Kiskőrösi Turjános                        |                           |
|                               | Kiskunhalas, Fejtéki-mocsár               |                           |
|                               | Kunfehértói Holdrutás Erdő                |                           |
|                               | Kunpeszéri Szalag-erdő                    |                           |
|                               | Péteri-tó                                 | Vöcsök tanösvény          |
|                               | Szelidi-tó                                | Kékmoszat tanösvény       |
|                               |                                           | Aqua Colun tanösvény      |
|                               |                                           | Árpád fejedelem tanösvény |
|                               |                                           | Báránypirosító tanösvény  |
|                               |                                           | Boróka tanösvény          |
|                               |                                           | Cankó tanösvény           |
|                               |                                           | Erdei tanösvény           |
|                               |                                           | Kontyvirág tanösvény      |
|                               |                                           | Kosbor tanösvény          |
|                               |                                           | Madarak és fák útja       |
|                               |                                           | Pimpó tanösvény           |
|                               |                                           | Poszáta tanösvény         |
|                               |                                           | Réce tanösvény            |
|                               |                                           | Rekettye tanösvény        |
|                               |                                           | Sáskajárás sétaút         |
|                               |                                           | Várdomb tanösvény         |
|                               |                                           | Vörös-mocsár tanösvény    |

### Körös–Maros Nemzeti Park
| Tájvédelmi körzet | Természetvédelmi terület       | Tanösvény               |
| ----------------- | ------------------------------ | ----------------------- |
|                   | Csongrádi Kónyaszék            |                         |
|                   | Démesmajori Csigáserdő         |                         |
|                   | Szarvasi Arborétum             |                         |
|                   | Szarvasi Történelmi Emlékpark  |                         |
|                   | Kétegyháza Almássy-kastélypark | Halásztelki tanösvény   |
|                   |                                | Kígyósi tanösvény       |
|                   |                                | Kisvátyoni tanösvény    |
|                   |                                | Mágor-pusztai tanösvény |
|                   |                                | Réhelyi tanösvény       |

### Őrségi Nemzeti Park
| Tájvédelmi körzet                   | Természetvédelmi terület         | Tanösvény                                            |
| ----------------------------------- | -------------------------------- | ---------------------------------------------------- |
| Kőszegi Tájvédelmi Körzet           | Kőszegi-tőzegmohás láp           |                                                      |
| Sághegyi Tájvédelmi Körzet          |                                  | Ság hegy élővilága                                   |
| Sághegyi Tájvédelmi Körzet          | Ság hegyi geológiai tanösvény    |                                                      |
| Szentgyörgyvölgyi Tájvédelmi Körzet |                                  |                                                      |
|                                     | Jeli Arborétum                   |                                                      |
|                                     | Kámoni Arborétum                 |                                                      |
|                                     | Körmendi Kastélypark             |                                                      |
|                                     | Nemesmedves Történelmi Emlékhely |                                                      |
|                                     | Sárvári Arborétum                |                                                      |
|                                     | Szelestei Kastélypark            |                                                      |
|                                     |                                  | Csörgőalma tanösvény                                 |
|                                     |                                  | Felsőszeri tanösvény                                 |
|                                     |                                  | Fürge cselle tanösvény                               |
|                                     |                                  | Körtike tanösvény                                    |
|                                     |                                  | Rezgőnyár tanösvény                                  |
|                                     |                                  | Sárgaliliom tanösvény                                |
|                                     |                                  | Szala menti tanösvény                                |
|                                     |                                  | Szomoróczi tanösvény                                 |
|                                     |                                  | Anna-ligeti tanösvény                                |
|                                     |                                  | Bölömbika tanösvény                                  |
|                                     |                                  | Chernel-kerti (Védett növényeket bemutató) tanösvény |
|                                     |                                  | Csipak tanösvény                                     |
|                                     |                                  | Csodarét tanösvény                                   |
|                                     |                                  | Eperjes tanösvény                                    |
|                                     |                                  | Hankovszky-liget tanösvény                           |
|                                     |                                  | Lillafüredi tanösvény                                |
|                                     |                                  | Madárvédelmi tanösvény                               |
|                                     |                                  | Pálfája tanösvény                                    |
|                                     |                                  | Sötét-völgyi tanösvény                               |
|                                     |                                  | Tüskés-réti tanösvény                                |

## Helyi jelentőségű védett természeti területek
Hatályos önkormányzati rendelettel, illetve a jogelődök által védetté nyilvánított természetvédelmi területek és természeti emlékek tartoznak ide.

### Baranya vármegye
| Település      | Gyűjtőnév   | Természetvédelmi terület (TT) / Természeti emlék (TE)                  | Törzskönyvi szám |
| -------------- | ----------- | ---------------------------------------------------------------------- | ---------------- |
| Almamellék     | Fák         | Ősbükkös - 11,1 ha                                                     | (1/3/TT/41)      |
| Bár            | Kastélypark | Mattyasovszki család (Fehér kastély (Bár) - 7,5 ha                     | (1/96/TT/95)     |
| Bóly           | Kastélypark | Batthyány-kastély (Bóly) - 11,5 ha                                     | (1/42/TT/75)     |
| Bóly           | Fák         | Platánfák Platánfélék                                                  | (1/72/TT/75)     |
| Cserkút        | Nádas       | Cserkúti-nádas - 4,4 ha                                                | (1/102/TT/96)    |
| Dinnyeberki    |             | Gyűrűfű TT - 237,8 ha (összes terület: 1 086,4 ha)                     | (1/103/TT/96)    |
| Drávafok       | Kert        | Fodor-kúria kertje - 2,3 ha                                            | (1/86/TT/93)     |
| Drávafok       | Mocsár      | Drávafoki Nákói-mocsár - 50,8 ha                                       | (1/87/TT/93)     |
| Drávafok       | Gyep        | Drávafoki-gyepek - 165,8 ha                                            | (1/107/TT/97)    |
| Helesfa        | Park        | Szociális otthon - 14,6 ha                                             | (1/51/TT/78)     |
| Ibafa          |             | Gyűrűfű TT - 655,6 ha (összes terület: 1 086,4 ha)                     | (1/103/TT/96)    |
| Ibafa          | Fák         | Platánfa Platánfélék                                                   | (1/19/TT/74)     |
| Kétújfalu      | Fák         | Kocsányos tölgyek kocsányos tölgy                                      | (1/29/TT/75)     |
| Kétújfalu      | Fák         | Hársfa hárs                                                            | (1/25/TT/74)     |
| Királyegyháza  | Park        | Rigópusztai-park - 5,2 ha                                              | (1/52/TT/78)     |
| Királyegyháza  | Legelő      | Királyegyházai fás legelő - 0,2 ha Fás legelő, fás kaszáló, legelőerdő | (1/113/TT/04)    |
| Kistapolca     |             | Langyosvizű forrás környéke - 1,4 ha                                   | (1/106/TT/97)    |
| Komló          | Erdő        | Cserma-aljai erdőrészletek - 13,1 ha                                   | (1/63/TT/83)     |
| Komló          | Park        | Sikondai-pihenőpark - 4,3 ha                                           | (1/110/TT/04)    |
| Komló          |             | Sikondai-tavak - 8,7 ha                                                | (1/111/TT/04)    |
| Kovácsszénája  |             | Kőpart-alja és Knipl-malom]- 4,2 ha                                    | (1/93/TT/95)     |
| Kovácsszénája  | Rétek       | Nagyerdőköz és Bakó-rétek - 41,3 ha                                    | (1/91/TT/95)     |
| Kovácsszénája  | Rétek       | Orfűi-árok menti rétek - 1,8 ha                                        | (1/95/TT/95)     |
| Kovácsszénája  | Rétek       | Öreghegyi-rétek - 55,1 ha                                              | (1/94/TT/95)     |
| Kovácsszénája  |             | Tótmál-oldali patak - 11,8 ha                                          | (1/92/TT/95)     |
| Magyartelek    | Kastélypark | Magyarteleki kastélypark - 3,7910 ha                                   | (1/84/TT/88)     |
| Markóc         | Rétek       | Arkóci-rétek - 28,0 ha                                                 | (1/105/TT/96)    |
| Matty          | Park        | Madár-emlékpark - 0,5 ha                                               | (1/98/TT/95)     |
| Mozsgó         | Park        | Mozsgói-park - 5,3 ha                                                  | (1/21/TT/74)     |
| Nagyváty       |             | Gyűrűfű TT - 192,9 ha (összes terület: 1 086,4 ha)                     | (1/103/TT/96)    |
| Patapoklosi    | Legelő      | Patapoklosi Fás legelő 44,6 ha Fás legelő, fás kaszáló, legelőerdő     | (1/24/TT/24)     |
| Pécs           | Fák         | Bálicsi-törökmogyoró Törökmogyoró                                      | (1/31/TT/75)     |
| Pécs           | Gyep        | Dömörkapui-sziklagyep - 2,3 ha Sziklagyepek                            | (1/101/TT/96)    |
| Pécs           | Fák         | István téri törökmogyoró Törökmogyoró                                  | (1/34/TT/75)     |
| Pécs           | Fák         | Káptalan utcai tiszafák Közönséges tiszafa                             | (1/33/TT/75)     |
| Pécs           | Park        | Mecseki-parkerdő - 4.299,6 ha                                          | (1/40/TT/75)     |
| Pécs           | Fák         | Papnövelde utcai szőlőfa Szőlőfa                                       | (1/36/TT/75)     |
| Pécs           | Fák         | Pécsbányatelepi-szelídgesztenyés - 19,1 ha Szelídgesztenye             | (1/37/TT/75)     |
| Pécs           |             | Kálvária-domb (Pécs) - 1,3 ha                                          | (1/97/TT/95)     |
| Pécs           | Fák         | Páfrányfenyő Valódi páfrányok                                          | (1/32/TT/75)     |
| Pécs           |             | Szent István tér (Pécs) és a Barbakán (Pécs)                           | (1/38/TT/75)     |
| Pécs           |             | Tettye-Havihegy - 10,4 ha                                              | (1/100/TT/96)    |
| Peterd         | Fák         | Kocsányos tölgy Kocsányos tölgy                                        | (1/55/TT/78)     |
| Sellye         | Rét         | Sellyei Kis-rét - 91,4 ha                                              | (1/89/TT/93)     |
| Sellye         | Park        | Sellyei-park - 7,4 ha                                                  | (1/9/TT/66)      |
| Sellye         | Siklós      |                                                                        |                  |
| Sellye         | Fák         | Hársfasor Hárs (növénynemzetség)                                       | (1/58/TT/79)     |
| Sellye         | Fák         | Vadgesztenyefasor Vadgesztenye                                         | (1/57/TT/79)     |
| Sellye         |             | Máriagyűdi-barlang felszíne - 0,1 ha                                   | (1/5/TT/42)      |
| Szőkéd         | Legelő      | Akácfás-legelő - 20,4 ha fehér akác                                    | (1/90/TT/93)     |
| Tótszentgyörgy | Erdő        | Legelőerdő - 23,1 ha                                                   | (1/82/TT/88)     |

### Bács-Kiskun vármegye
| Település              | Gyűjtőnév    | Természetvédelmi terület (TT) / Természeti emlék (TE)                                 | Törzskönyvi szám |
| ---------------------- | ------------ | ------------------------------------------------------------------------------------- | ---------------- |
| Bácsalmás              | Park         | Kossuth-park - 3,9 ha                                                                 | (2/37/TT/90)     |
| Borota                 | Erdő         | Csókás nyárfás erdő - 4,4 ha Nyárfa                                                   | (2/18/TT/74)     |
| Bugac                  |              | Farkasordító-domb - 13,7 ha                                                           | (2/6(2/TT/02)    |
| Bugac                  |              | Homokbuckás-domb (Akácfa u.) - 2,6 ha                                                 | (2/46/TT/95)     |
| Bugac                  |              | Kishomoki-buckák - 20,7 ha                                                            | (2/61/TT/02)     |
| Császártöltés          | Társulás     | Löszpusztamaradvány - 15,8 ha                                                         | (2/31/TT/84)     |
| Csengőd                | Erdő         | Csengődi-erdő - 21,2 ha                                                               | (2/69/TT/07)     |
| Csengőd                | Park         | Csengődi-közpark - 0,4 ha                                                             | (2/67/TT/07)     |
| Dunapataj              | Erdő         | Dunapataji szigetek és hullámtéri erdők - 18,8 ha                                     | (2/29/TT/84)     |
| Dunapataj              | Érsekcsanád  |                                                                                       |                  |
| Dunapataj              | Erdőtársulás | Dunapataji Tölgyes - 1,6 ha Tölgy                                                     | (2/15/TT/74)     |
| Fülöpszállás           | Erdő         | Káposztáskerti-erdő TT - 18,9 ha                                                      | (2/39/TT/92)     |
| Hajós                  | Erdő         | Pulykási-nyárerdő maradványa - 19,1 ha                                                | (2/14/TT/74)     |
| Homokmégy              | Legelő       | Homokmégyi Örjegi-legelő - 1.104,9 ha                                                 | (2/54/TT/96)     |
| Kecel                  | Erdő         | Berek-erdő - 48,0 ha                                                                  | (2/30/TT/84)     |
| Kecel                  | Társulás     | Bekósarok és Rózsaberek - 125,4 ha                                                    | (2/52/TT/96)     |
| Kecel                  |              | Keceli Látó-sziget - 265,9 ha                                                         | (2/53/TT/96)     |
| Kecskemét              | Kert         | Kertészeti Egyetem Főiskolai Karának botanikus kertje - 1,1 ha                        | (2/2(2/TT/77)    |
| Kecskemét              | Rét          | Mária-kápolna rétje - 19,6 ha                                                         | (2/38/TT/90)     |
| Kecskemét              |              | Ménteleki Zombory-birtok - 25,4 ha                                                    | (2/60/TT/02)     |
| Kecskemét              | Fák          | Móricz-emlékfa kocsányos tölgy                                                        | (2/23/TT/79)     |
| Kecskemét              | Fák          | Nyiri Hét-fa                                                                          | (2/8/TT/73)      |
| Kecskemét              |              | Széktói Szabadidőközpont - 95,8 ha                                                    | (2/59/TT/02)     |
| Kelebia (Magyarország) | Társulás     | Egyhajúvirág és tarka sáfrány termőhelye - 0,1 ha                                     | (2/19/TT/77)     |
| Kerekegyháza           | legelő       | Csordajárási közlegelő - 13,3 ha                                                      | (2/4(2/TT95)     |
| Kerekegyháza           | Társulás     | Homokbuckás, - 52,1 ha Borókás-nyáras                                                 | (2/43/TT/95)     |
| Kerekegyháza           | Gyep         | Kunpusztai gyepterület - 352,6 ha                                                     | (2/41/TT/95)     |
| Kiskunhalas            | Fák          | Mocsárciprusok Mocsárciprus                                                           | (2/20/TT/77)     |
| Kiskunhalas            |              | Nádas-sziget - 8,7 ha                                                                 | (2/63/TT/05)     |
| Kiskunhalas            | Erdő         | Sóstói-parkerdő - 19,6 ha                                                             | (2/64/TT/05)     |
| Kiskunhalas            | Park         | Csetényi park - 18,1 ha                                                               | (2/71/TT/07)     |
| Kiskunhalas            |              | Tarka sáfrány termőhelye - 2,2 ha                                                     | (2/72/TT/07)     |
| Kiskunmajsa            | Társulás     | Kiskunmajsai-homokbuckák - 361,1 ha                                                   | (2/27/TT/84)     |
| Kunadacs               | Erdőtársulás | Hodályi-fenyves - 451,4 ha                                                            | (2/11/TT/73)     |
| Kunadacs               | Erdőtársulás | Szürke nyárral elegyes Gyöngyvirágos-tölgyes - 318,5 ha Nyárfa, Gyöngyvirágos-tölgyes | (2/3/TT/58)      |
| Kunadacs               | Társulás     | Baracsi-kaszáló - kb. 211,0 ha                                                        | (2/73/TT/99)     |
| Kunadacs               | Társulás     | Borókás buckák - 77,0 ha                                                              | (2/33/TT/84)     |
| Kunadacs               | Erdőtársulás | Kunbaracsi Gyertyános–tölgyes - 13,4 ha Gyertyános–tölgyes                            | (2/4/TT/58)      |
| Kunadacs               | Társulás     | Kunbaracsi Hajólapos - 39,1 ha                                                        | (2/74/TT/99)     |
| Kunadacs               | Társulás     | Kunbaracsi Hosszúláp - 19,2 ha                                                        | (2/75/TT/99)     |
| Kunadacs               | Társulás     | Kunbaracsi Orchideás - 2,1 ha                                                         | (2/76/TT/99)     |
| Kunpeszér              | Erdőtársulás | Kunpeszéri Gyöngyvirágos-tölgyes - 66,8 ha Gyöngyvirágos-tölgyes                      | (2/2/TT/58)      |
| Kunpeszér              | Erdőtársulás | Kunpeszéri-tölgyes A Nagy-tölgyfai-tag erdőállománya - 176,9 ha                       | (2/7/TT/66)      |
| Kunpeszér              | Társulás     | Kunpeszéri Nyíres-nyáras - 116,8 ha Nyíres-nyáras                                     | (2/5/TT/66)      |
| Ladánybene             |              | Madaras-tó - 184,5 ha                                                                 | (2/26/TT/84)     |
| Nyárlőrinc             | Erdőtársulás | Nyárlőrinci tölgyes erdő - 15,0 ha                                                    | (2/28/TT/84)     |
| Pirtó                  | Társulás     | Homokbuckák - 36,0 ha                                                                 | (2/34/TT/84)     |
| Szabadszállás          |              | Strázsa-hegy - 4,5 ha                                                                 | (2/10/TT/73)     |

### Békés vármegye
| Település      | Gyűjtőnév    | Természetvédelmi terület (TT) / Természeti emlék (TE)                          | Törzskönyvi szám |
| -------------- | ------------ | ------------------------------------------------------------------------------ | ---------------- |
| Battonya       |              | Battonyai Szárazér-csatorna                                                    | (3/168/TT/96)    |
| Battonya       | Társulás     | Kistompai-löszpusztarét                                                        | (3/27/TT/89)     |
| Battonya       | Fák          | Tompa-pusztai kocsányos tölgy egykori Purgly Kastélyparkban kocsányos tölgy    | (3/42/TT/89)     |
| Békés          | Kert         | Békési Csatárkert                                                              | (3/172/TT/98)    |
| Békés          |              | Békési Duzzasztómű                                                             | (3/173/TT/98)    |
| Békés          |              | Békési Élővíz-csatorna                                                         | (3/174/TT/98)    |
| Békés          |              | Békési Vargahossza-csatorna                                                    | (3/178/TT/98)    |
| Békés          | Fák          | Kettős-Körös-parti fehér nyár és kocsányos tölgyek fehér nyár, kocsányos tölgy | (3/16/TT/85)     |
| Békéscsaba     | Fák          | "Bandikafa" fehérnyár facsoport fehér nyár                                     | (3/14/TT/85)     |
| Békéscsaba     | Fák          | "Cimborafa" fehérnyár a Nagyrét Élővíz-csatorna mellett fehér nyár             | (3/15/TT/85)     |
| Békéscsaba     | Park         | Békéscsabai-parkerdő                                                           | (3/145/TT/97)    |
| Békéscsaba     | Fák          | Deák utcai hársfasor (51 db faegyed) Hárs (növénynemzetség)                    | (3/62/TT/89)     |
| Békéscsaba     |              | Erzsébethelyi (Jaminai) belvíztározó és környéke                               | (3/143/TT/97)    |
| Békéscsaba     | Társulás     | Fürjesi vadkörtés ősgyepmaradvány                                              | (3/146/TT/97)    |
| Békéscsaba     | Kastélypark  | Wenckheim-kastély (Békéscsaba-Gerla) idős fái                                  | (3/71/TT/89)     |
| Békéscsaba     |              | Gerlai védgát és kubikja                                                       | (3/142/TT/97)    |
| Békéscsaba     | Fák          | Gyóni Géza úti ezüstjuhar fasor                                                | (3/64/TT/89)     |
| Békéscsaba     | Fák          | I. világháborús hősi temető fái                                                | (3/69/TT/89)     |
| Békéscsaba     |              | Negyedik kerületi (Kisréti) belvíztározó és környéke                           | (3/144/TT/97)    |
| Békéscsaba     | Erdő         | Ó-gerlai Kovácsi erdő                                                          | (3/147/TT/97)    |
| Békéscsaba     | Rét          | Öntözött rét                                                                   | (3/149/TT/97)    |
| Békéscsaba     | Kastélypark  | Wenckheim-kastély (Póstelek)                                                   | (3/66/TT/89)     |
| Csabacsűd      | Fák          | Csabacsűdi közterek fái                                                        | (3/124/TT/94)    |
| Csabacsűd      | Fák          | Parkerdő és játszótér faállománya                                              | (3/127/TT/94)    |
| Csabacsűd      | Fák          | Sallai utcai japánakác fasor                                                   | (3/125/TT/94)    |
| Csabacsűd      | Fák          | Sportpálya faállománya                                                         | (3/126/TT/94)    |
| Csabacsűd      | Fák          | Útőrház kocsányos tölgyei kocsányos tölgy                                      | (3/28/TT/89)     |
| Csabaszabadi   | Kastélypark  | Beliczay-kastélypark                                                           | (3/52/TT/89)     |
| Csabaszabadi   | Park         | Millecentenáriumi Emlékpark                                                    | (3/150/TT/97)    |
| Csorvás        | Fák          | Almádi-tó partjának faállománya                                                | (3/91/TT/93)     |
| Csorvás        | Gyep         | Csorvási-ősgyep                                                                | (3/165/TT/93)    |
| Csorvás        | Nádas        | Gubján-forrás menti nádas                                                      | (3/95/TT/93)     |
| Csorvás        | Gyep         | Hankó-gyep                                                                     | (3/96/TT/93)     |
| Csorvás        |              | Homokbánya-tó                                                                  | (3/97/TT/93)     |
| Csorvás        |              | Mágocs-ér                                                                      | (3/103/TT/93)    |
| Csorvás        | Erdő         | Makkosi-kiserdő                                                                | (3/104/TT/93)    |
| Csorvás        | Kastélypark  | Petőfi-pusztai park és kastély                                                 | (3/108/TT/93)    |
| Csorvás        | Kastélypark  | Rudolf majori kastélypark                                                      | (3/114/TT/93)    |
| Csorvás        | Fák          | Szabadság park faállománya                                                     | (3/116/TT/93)    |
| Csorvás        | Nádas        | Szikes-dűlő, Csárda-dűlő szórvány nádasai                                      | (3/117/TT/93)    |
| Dévaványa      | Kastélykert  | Lipcsei-kastélykert                                                            | (3/199/TT/04)    |
| Dévaványa      | Erdő         | Makkos-erdő                                                                    | (3/202/TT/04)    |
| Dévaványa      |              | Dévaványai Túr-éri tavak                                                       | (3/200/TT/04)    |
| Doboz          | Kastélypark  | Dobozi-kastélypark                                                             | (3/6/TT/79)      |
| Doboz          | Fák          | Vadkörtefák vadkörte                                                           | (3/35/TT/89)     |
| Dombegyház     | Társulás     | Dombegyházi-kunhalmok                                                          | (3/134/TT/96)    |
| Füzesgyarmat   | Fák          | "Tüzesfa" kocsányos tölgy                                                      | (3/18/TT/85)     |
| Gerendás       | Fák          | Apponyi-Gerendás fasorok                                                       | (3/49/TT/89)     |
| Geszt          | Park         | Geszti Emlék-park                                                              | (3/88/TT/92)     |
| Gyomaendrőd    | Liget        | Endrődi-népliget                                                               | (3/90/TT/93)     |
| Gyomaendrőd    | Liget        | Erzsébet-liget (Gyomaendrőd)                                                   | (3/20/TT/89)     |
| Gyomaendrőd    | Fák          | Gyomaendrődi Református templom kert piramis tölgyfái                          | (3/32/TT/89)     |
| Gyula          | Fák          | Béke sugárúti vadgesztenye fasor vadgesztenye                                  | (3/38/TT/89)     |
| Gyula          | Kert         | Csiga-kert                                                                     | (3/208/TT/05)    |
| Gyula          |              | Élővíz-csatorna                                                                | (3/209/TT/05)    |
| Gyula          | Kert         | Gyulai Gyermekkórház kertje                                                    | (3/210/TT/05)    |
| Gyula          |              | Harruckern és Erkel terek parkja                                               | (3/211/TT/05)    |
| Gyula          | Park         | Kisökörjárási-parkerdő                                                         | (3/212/TT/05)    |
| Gyula          | Park         | Széchenyi-tér parkja                                                           | (3/215/TT/05)    |
| Gyula          | Park         | Szent Miklós-park                                                              | (3/214/TT/05)    |
| Gyula          |              | Gyulai vár környéke                                                            | (3/216/TT/05)    |
| Gyula          | Park         | József Attila Szanatórium parkja                                               | (3/128/TT/94)    |
| Gyula          | Erdőtársulás | Mályvád-Bányaréti őstölgyes                                                    | (3/24/TT/89)     |
| Gyula          | Kert         | Óvári Almássy-kúria kertje                                                     | (3/2/TT/55)      |
| Hunya          | Társulás     | Hunyai homokbánya                                                              | (3/166/TT/85)    |
| Kaszaper       |              | Szárazér-csatorna                                                              | (3/135/TT/96)    |
| Kétegyháza     |              | Kétegyházai Várfürdő és Kastélypark (Almássy-kastélypark)                      | (3/25/TT/89)     |
| Körösladány    | Gyep         | Gulya-legelő ősgyep                                                            | (3/87/TT/92)     |
| Kötegyán       | Fák          | Tarcsai-dűlő kocsányos tölgy kocsányos tölgy                                   | (3/17/TT/85)     |
| Lőkösháza      | Kastélypark  | Bréda-majori kastélypark                                                       | (3/40/TT/89)     |
| Medgyesegyháza | Park         | Medgyesegyházai Köztéri park faállománya                                       | (3/85/TT/92)     |
| Medgyesegyháza | Park         | Medgyesegyházai Szociális otthon parkja                                        | (3/86/TT/92)     |
| Mezőberény     | Liget        | Mezőberényi Városi liget                                                       | (3/122/TT/94)    |
| Mezőhegyes     | Fák          | kocsányos tölgyek (48-as major) Kocsányos tölgy                                | (3/45/TT/89)     |
| Mezőhegyes     | Fák          | Ménes-udvar fái                                                                | (3/51/TT/89)     |
| Mezőhegyes     | Fák          | Mezőhegyesi idős fák                                                           | (3/26/TT/89)     |
| Mezőhegyes     | Fák          | Rajta-erdei kocsányos tölgy kocsányos tölgy                                    | (3/43/TT/89)     |
| Mezőkovácsháza | Kert         | Mezőkovácsházai Református templom kertje                                      | (3/203/TT/04)    |
| Mezőkovácsháza | Kert         | Mezőkovácsházai Római katolikus templom kertje                                 | (3/204/TT/04)    |
| Mezőkovácsháza |              | Mezőkovácsházai Szárazér-csatorna                                              | (3/169/TT/96)    |
| Mezőkovácsháza | Kert         | Mezőkovácsházai Szociális otthon díszkertje                                    | (3/205/TT/04)    |
| Orosháza       | Arborétum    | Rágyánszky Arborétum                                                           | (3/4/TT/75)      |
| Pusztaföldvár  |              | Kistatár-sánc                                                                  | (3/123/TT/94)    |
| Szarvas        | Liget        | Anna-liget                                                                     | (3/19/TT/89)     |
| Szarvas        |              | Kunhalmok                                                                      | (3/133/TT/95)    |
| Szarvas        | Kastélypark  | Szarvasi Belső-park, Bolza-kastélypark                                         | (3/1/TT/54)      |
| Szarvas        |              | Szarvasi kígyónyelv és békakonty termőhelye                                    | (3/5/TT/79)      |
| Szarvas        | Fák          | Tessedik akácfája Fehér akác                                                   | (3/29/TT/89)     |
| Szeghalom      | Fák          | D'Orsay-kastélykert maradványfái                                               | (3/33/TT/89)     |
| Tarhos         | Kastélypark  | Tarhosi-kastélypark                                                            | (3/11/TT/85)     |
| Telekgerendás  | Park         | Telekgerendási Millecentenáriumi emlékpark                                     | (3/170/TT/96)    |
| Tótkomlós      |              | Tótkomlósi Száraz-ér csatorna                                                  | (3/139/TT/96)    |
| Tótkomlós      | Fák          | Tótkomlósi törpe mandula                                                       | (3/82/TT/89)     |
| Végegyháza     |              | Végegyházai Száraz-ér csatorna                                                 | (3/140/TT/96)    |
| Zsadány        | Erdőtársulás | Zsadányi Orosi-tölgyes                                                         | (3/163/TT/89)    |

### Budapest
| Település              | Gyűjtőnév | Természetvédelmi terület (TT) / Természeti emlék (TE) | Törzskönyvi szám |
| ---------------------- | --------- | ----------------------------------------------------- | ---------------- |
| Budapest III. kerülete |           | Mocsáros-dűlő természetvédelmi terület                | 20/43/TT/94      |
| Budapest III. kerülete |           | Róka-hegyi bánya természetvédelmi terület – 9,08 ha   | 20/16/TT/77      |
| Budapest III. kerülete | Fa        | Kisbuda Gyöngye Étterem udvarán álló zöld juhar       | 20/46/TE/96      |

| II. kerület - Apáthy-szikla (20/14/TT/77) - 5,745 ha - Balogh Ádám utcai triász és eocén képződmények (20/7/TT/75) - 3,5171 ha - Fazekas-hegyi kőfejtő (20/25/TT/82) - 1,8125 ha - Ferenc-hegy (20/50/TT/99) - 6,5697 ha - Gazda utca 45. szám alatti hársfa (20/21/TT/80) - Mihályfi Ernő kertje (Bogár utca 25.) (20/4/TT/73) - 0,3627 ha - Pusztaszeri úti védett földtani alapszelvények (20/26/TT/82) IV. kerület, Újpest - Palotai-sziget (20/51/TT/99) - 31 ha - Újpesti homoktövis (20/5/TT/74) - 23,9366 ha XI. kerület, Újbuda - Budai Arborétum (20/6/TT/75) - 8,9452 ha - Kőérberki szikes rét (20/23/TT/82) - 21,1345 ha - Rupp-hegy (20/10/TT/77) - 7,6585 ha | XII. kerület, Hegyvidék - Denevér úti védett gyepfolt (20/40/TT/94) - 0,8686 ha - Kis-Sváb-hegy (Martinovics-hegy) (20/32/TT/91) - 6,6898 ha - Ördög-orom (20/27/TT/82) - 9,4368 ha XIV. kerület, Zugló - Fővárosi Állat- és Növénykert (20/30/TT/86) - 10,7625 ha XV. kerület, Rákospalota-Pestújhely - Turjános (20/52/TT/99) - 18 ha XVI. kerület, Mátyásföld - Naplás-tó és környéke (20/48/TT/97) - 149,7194 ha XVII. kerület, Rákosmente - Merzse-mocsár (20/8/TT/77) - 39,3424 ha - Péceli úti kert (20/53/TT/99) - 0,3478 ha XXI. kerület, Csepel - Kis-Duna liget (20/45/TT/96) - 11,0736 ha - Tamariska-domb (20/34/TT/94) - 5,9575 ha XXII. kerület, Budafok-Tétény - Kis-Háros-sziget (20/54/TT/99) - 4,5 ha - Tétényi-fennsík (20/55/TT/99) - 111,3792 ha |

### Csongrád-Csanád vármegye
| Település        | Gyűjtőnév | Természetvédelmi terület (TT) / Természeti emlék (TE)          | Törzskönyvi szám |
| ---------------- | --------- | -------------------------------------------------------------- | ---------------- |
| Ásotthalom       | Erdő      | Fehér nyáras emlékerdő - 17,5 ha                               | (5/1/TT/44)      |
| Ásotthalom       | Erdő      | Ásotthalmi Ültetett erdő (Bedő-liget) - 4,9 ha                 | (5/2/TT/44)      |
| Balástya         |           | Kistelek-balástyai Müllerszék - 84 ha                          | (5/12/TT/90)     |
| Csengele         | Fák       | Csengelei-lucfenyősor Lucfenyő                                 | (5/22/TT/95)     |
| Csengele         | Fák       | Csengelei-kocsányos tölgyek kocsányos tölgy                    | (5/6/TT/74)      |
| Csongrád         |           | Nagyréti Természetvédelmi Terület - 742,5 ha                   | (5/18/TT/95)     |
| Eperjes          | Társulás  | Eperjesi Királyság-puszta - 1.486,3 ha                         | (5/30/TT/03)     |
| Hódmezővásárhely |           | Hódmezővásárhelyi Népkert és strand - 7 ha                     | (5/14/TT/93)     |
| Hódmezővásárhely | Kert      | Hódmezővásárhelyi Epreskert - 0,9 ha                           | (5/15/TT/93)     |
| Kistelek         |           | Bíbic-tó - 56,3 ha                                             | (5/11/TT/90)     |
| Kiszombor        |           | Kiszombori Vályogos-tó - 11,2 ha                               | (5/27/TT/99)     |
| Makó             | Fák       | Emlékfák Makón#Juhász Gyula-emlékfa                            | (5/7/TT/74)      |
| Pusztamérges     | Erdő      | Pusztamérgesi-láperdő - 76,5 ha                                | (5/23/TT/95)     |
| Pusztamérges     | Társulás  | Pusztamérgesi Mérgesi-puszta - 40,7 ha                         | (5/24/TT/95)     |
| Szeged           | Kert      | Szegedi Füvészkert - 17,3 ha                                   | (5/10/TT/89)     |
| Szeged           | Fák       | Szegedi Páfrányfenyő Valódi páfrányok                          | (5/8/TT/75)      |
| Szeged           |           | Szegedi Maty-éri Természetvédelmi Terület - 84,9 ha            | (5/26/TT/98)     |
| Szeged           |           | Szegedi Vadaspark - 41,5 ha                                    | (5/29/TT/01)     |
| Szeged           |           | Kiskundorozsmai Nagy-szék - 6,7 ha                             | (5/9/TT/75)      |
| Szentes          |           | Szentesi Magyartés-Zalotai Természetvédelmi Terület - 225,5 ha | (5/25/TT/96)     |
| Szentes          | Liget     | Széchenyi liget - 6,6 ha                                       | (5/3/TT/54)      |
| Zsombó           | Társulás  | Zsombói Ősláp                                                  | (5/5/TT/74)      |

### Fejér vármegye
| Település      | Gyűjtőnév   | Természetvédelmi terület (TT) / Természeti emlék (TE) | Törzskönyvi szám |
| -------------- | ----------- | ----------------------------------------------------- | ---------------- |
| Adony          |             | Líviai (Cikolai)-halastavak                           | (6/16/TT/77)     |
| Alcsútdoboz    | Társulás    | Rézhegyi-fenyves                                      | (6/36/TT/95)     |
| Alcsútdoboz    | Erdő        | Alcsútdobozi jóléti erdő (Rézhegy)                    | (6/27/TT/95)     |
| Alcsútdoboz    | Társulás    | Alcsútdobozi-égeres                                   | (6/31/TT/95)     |
| Csákberény     | Legelő      | Orondi-legelő és környéke                             | (6/38/TT/98)     |
| Csákvár        | Kastélypark | Csákvári-kastélypark                                  | (6/23/TT/93)     |
| Csókakő        | erdő        | Csókakői Jordán-parkerdő)                             | (6/30/TT/92)     |
| Dég            |             | Dégi Bozót-patak völgye                               | (6/22/TT/83)     |
| Dég            | Kastélypark | Dégi-süllyedék-kastélypark                            | (6/11/TT/76)     |
| Dunaújváros    | Arborétum   | Baracsi úti arborétum                                 | (6/46/TT/04)     |
| Dunaújváros    |             | Gyurgyalag fészkelőtelep                              | (6/47/TT/04)     |
| Gánt           |             | Észak-Vértes Természetvédelmi Terület                 | (6/24/TT/94)     |
| Isztimér       |             | Burok-völgyi Őserdő Természetvédelmi Terület          | (6/29/TT/95)     |
| Kápolnásnyék   |             | Vörösmarty-emlékmúzeum és park                        | (6/20/TT/80)     |
| Kőszárhegy     |             | Szár-hegy                                             | (6/66/TT/06)     |
| Magyaralmás    |             | Tóhely-domb                                           | (6/39/TT/99)     |
| Mezőszilas     |             | Mezőszilasi helyi védett terület                      | (6/44/TT/04)     |
| Nádasdladány   | Kastélypark | Nádasdladányi-Kastélypark                             | (6/14/TT/75)     |
| Pákozd         |             | Gyurgyalagtelep                                       | (6/6/TT/66)      |
| Pázmánd        |             | Pázmándi Kvarcitsziklák                               | (6/17/TT/78)     |
| Pusztaszabolcs | Kastélykert | Pusztaszabolcsi-kastélykert                           | (6/42/TT/01)     |
| Rácalmás       |             | Rácalmási Duna-ág                                     | (6/62/TT/05)     |
| Rácalmás       |             | Rácalmási Jankovich-kúria                             | (6/63/TT/05)     |
| Sárszentmihály | Kastélypark | Sárszentmihályi-Kastélypark                           | (6/13/TT/77)     |
| Sukoró         |             | Gyapjaszsák és környéke                               | (6/7/TT/75)      |
| Sukoró         |             | Meleg-hegyi gránitsziklák                             | (6/3/TT/51)      |
| Szabadbattyán  |             | Cifrakert                                             | (6/18/TT/79)     |
| Szár           |             | Észak-Vértes Természetvédelmi Terület                 | (6/25/TT/94)     |
| Szár           |             | Sósi-ér                                               | (6/43/TT/03)     |
| Szárliget      |             | Észak-Vértes Természetvédelmi Terület                 | (10/114/TT/94)   |
| Székesfehérvár | Kert        | Csala-pusztai tájképi kert                            | (6/21/TT/83)     |
| Székesfehérvár | Fák         | Fák, fasorok                                          | (6/28/TT/92)     |
| Székesfehérvár |             | Székesfehérvári Sós-tó                                | (6/40/TT/99)     |
| Tabajd         | Rét         | Tabajdi Alsó-Felső-rét                                | (6/64/TT/05)     |
| Tabajd         |             | Tabajdi-Kásafőző                                      | (6/65/TT/05)     |

### Győr-Moson-Sopron vármegye
| Település       | Gyűjtőnév    | Természetvédelmi terület (TT) / Természeti emlék (TE)                                            | Törzskönyvi szám |
| --------------- | ------------ | ------------------------------------------------------------------------------------------------ | ---------------- |
| Ásványráró      | Fák          | Ásványrárói fekete nyárfa Nyárfa                                                                 | (7/33/TT/82)     |
| Csáfordjánosfa  | Fák          | Csáfordjánosfai fasor                                                                            | (7/41/TT/95)     |
| Darnózseli      | Erdő         | Zseli-erdő                                                                                       | (7/42/TT/96)     |
| Farád           | Kert         | Farádi Sarlay-kúria kertje                                                                       | (7/94/TT/01)     |
| Fertőd          | Kastélypark  | Esterházy-kastély (Fertőd) parkja                                                                | (7/23/TT/77)     |
| Győr            |              | Bácsai Szent Vid domb és környéke                                                                | (7/36/TT/82)     |
| Győr            | Nádas        | Bécsi úti nádas                                                                                  | (7/99/TT/04)     |
| Győr            | Kert         | Győri Várkert                                                                                    | (7/27/TT/82)     |
| Győr            | Fák          | Rákóczi Ferenc utcai vadgesztenyefa vadgesztenye                                                 | (7/28/TT/82)     |
| Győrújbarát     |              | Győrújbaráti védett terület                                                                      | (7/103/TT/05)    |
| Hédervár        | Fák          | Hédervári feketefenyő Feketefenyő                                                                | (7/4/TT/42)      |
| Hédervár        | Kastélypark  | Héderváry-kastély parkja                                                                         | (7/19/TT/65)     |
| Hédervár        |              | Hédervári lovaglópálya                                                                           | (7/32/TT/82)     |
| Hidegség        | Kert         | Hidegségi Papkert                                                                                | (7/107/TT/06)    |
| Hövej           | Erdőtársulás | Höveji-tölgyesek                                                                                 | (7/114/TT/04)    |
| Lipót           |              | Lipóti Holt-Duna-part                                                                            | (7/101/TT/04)    |
| Mosonmagyaróvár | Fák          | Óvári három tölgy                                                                                | (7/29/TT/82)     |
| Mosonmagyaróvár | Park         | Wittmann Antal park                                                                              | (7/40/TT/90)     |
| Nagycenk        |              | Gyurgyalag-fészkelőhelyek                                                                        | (7/108/TT/07)    |
| Nagycenk        |              | Ikva-völgy                                                                                       | (7/109/TT/07)    |
| Nagycenk        |              | Kisallé                                                                                          | (7/110/TT/07)    |
| Nagycenk        | Kastélypark  | Széchenyi-kastély (Nagycenk) parkja                                                              | (7/111/TT/07)    |
| Nyúl            |              | gyurgyalag-fészkelőhely                                                                          | (7/54/TT/99)     |
| Nyúl            | Társulás     | Nyúli őslápi növények élőhelye és geológiai, botanikai, zoológiai értékek lelőhelye              | (7/55/TT/99)     |
| Rábapordány     | Park         | Rábapordányi Millecentenáriumi park                                                              | (7/105/TT/05)    |
| Röjtökmuzsaj    | Fák          | Röjtökmuzsaji bükkfák                                                                            | (7/3/TT/42)      |
| Sopron          | Park         | Balfi szanatórium parkja                                                                         | (7/57/TT/99)     |
| Sopron          | Fák          | Erzsébet kerti fák                                                                               | (7/11/TT/42)     |
| Sopron          | Kert         | Bécsi úti nevelőotthon kertje                                                                    | (7/63/TT/99)     |
| Sopron          |              | Deák étterem udvara                                                                              | (7/64/TT/99)     |
| Sopron          | Park         | Erdei iskola parkja                                                                              | (7/46/TT/95)     |
| Sopron          | Kert         | Erdei malom kertje                                                                               | (7/45/TT/95)     |
| Sopron          | Park         | Erzsébet Kórház parkja                                                                           | (7/65/TT/99)     |
| Sopron          | Kert         | Felsőőrházi-kert (7403 hrsz)                                                                     | (7/70/TT/99)     |
| Sopron          | Legelő       | Harkai fás legelő                                                                                | (7/48/TT/95)     |
| Sopron          |              | Ikva-part papréti szakasza                                                                       | (7/77/TT/99)     |
| Sopron          | Park         | Julianeum parkja                                                                                 | (7/78/TT/99)     |
| Sopron          |              | Lőverwiese                                                                                       | (7/50/TT/95)     |
| Sopron          | Kert         | Meteorológiai Állomás (Sopron) kertje                                                            | (7/82/TT/99)     |
| Sopron          | Kert         | Múzeumkert (Sopron)                                                                              | (7/43/TT/95)     |
| Sopron          | Kert         | OM-üdülő kertje                                                                                  | (7/83/TT/99)     |
| Sopron          |              | Paprét                                                                                           | (7/44/TT/95)     |
| Sopron          | Fák          | Szent Imre tér (Sopron) fái                                                                      | (7/47/TT/95)     |
| Sopron          | Park         | Szent István park (Sopron)                                                                       | (7/86/TT/99)     |
| Sopron          | Park         | Szent János kápolna parkja                                                                       | (7/87/TT/99)     |
| Sopron          | Park         | Washington park                                                                                  | (7/90/TT/99)     |
| Sopron          |              | Zettl-Lőver MATÁV üdülő                                                                          | (7/91/TT/99)     |
| Sopron          | Kert         | Soproni Zsilip utcai Óvoda kertje                                                                | (7/92/TT/99)     |
| Sopronhorpács   | Kastélypark  | Széchenyi-kastély (Sopronhorpács) parkja                                                         | (7/15/TT/54)     |
| Szakony         |              | Felső temető és erdő természetvédelmi terület. Felső temető fái és az előtte, mellette lévő erdő |                  |

### Nógrád vármegye
| Település      | Gyűjtőnév | Természetvédelmi terület (TT) / Természeti emlék (TE) | Törzskönyvi szám |
| -------------- | --------- | ----------------------------------------------------- | ---------------- |
| Balassagyarmat |           | Gregori park                                          | (11/85/TT/01)    |
| Balassagyarmat |           | Nyírjesi-tó és környéke                               | (11/84/TT/93)    |
| Balassagyarmat | Park      | Palóc liget                                           | (11/27/TT/76)    |
| Balassagyarmat | Park      | Springa-dombi városerdő                               | (11/86/TT/02)    |

### Somogy vármegye
| Település          | Gyűjtőnév    | Természetvédelmi terület (TT) / Természeti emlék (TE)            | Törzskönyvi szám |
| ------------------ | ------------ | ---------------------------------------------------------------- | ---------------- |
| Alsóbogát          | Kastélypark  | Alsóbogáti kastélypark                                           | (13/79/TT/87)    |
| Babócsa            |              | Várdomb és környéke                                              | (13/29/TT/77)    |
| Balatonberény      |              | Csicsergő-félsziget                                              | (13/83/TT/96)    |
| Balatonboglár      | Park         | Balatonboglári Bárány-kúria parkja                               | (13/127/TT/04)   |
| Balatonboglár      | Park         | Balatonboglári Kislaki-kastély parkja                            | (13/134/TT/04)   |
| Balatonboglár      |              | Balatonboglári Landor-tó és környezete                           | (13/135/TT/04)   |
| Balatonboglár      | Kert         | Balatonboglári Temető-domb és plébánia kertje                    | (13/136/TT/04)   |
| Balatonboglár      |              | Balatonboglári Várdomb                                           | (13/137/TT/04)   |
| Balatonszentgyörgy | Fák          | Battyán-pusztai vadkörtefák                                      | (13/53/TT/83)    |
| Bárdudvarnok       |              | Bárdudvarnoki kápolna területe                                   | (13/90/TT/00)    |
| Bárdudvarnok       | Kastélykert  | Bárdudvarnoki Lipótfa-kastély területe                           | (13/91/TT/00)    |
| Bárdudvarnok       |              | Kaposdadai arborétum                                             | (13/16/TT/76)    |
| Bárdudvarnok       | Fák          | Vadgesztenye fasor                                               | (13/21/TT/77)    |
| Cserénfa           |              | Észak-Zselici Természetvédelmi Terület                           | (13/94/TT/00)    |
| Csurgó             | Park         | Csokonai Vitéz Mihály Gimnázium parkja                           | (13/39/TT/78)    |
| Fonyód             | Erdő         | Fonyódi-erdő                                                     | (13/10/TT/58)    |
| Gadács             |              | Gadácsi külterületi védett terület                               | (13/155/TT/07)   |
| Gálosfa            |              | Csepegő-forrás és környéke                                       | (13/18/TT/77)    |
| Görgeteg           | Park         | Rinyatamási vadászkastély parkja                                 | (13/50/TT/80)    |
| Hács               |              | Hácsi belterületi védettek                                       | (13/141/TT/04)   |
| Hács               | Gyep         | Hácsi-gyepek                                                     | (13/140/TT/04)   |
| Hajmás             |              | Hajmási külterületi védett terület                               | (13/96/TT/00)    |
| Hedrehely          | Fák          | Lad-Gyöngyöspusztai fasor                                        | (13/20/TT/77)    |
| Hencse             | Kastélypark  | Kastélypark                                                      | (13/14/TT/74)    |
| Iharos             | Arborétum    | Iharosi Ágneslaki arborétum                                      | (13/150/TT/06)   |
| Iharosberény       | kastélypark  | Kastélypark                                                      | (13/12/TT/75)    |
| Iharosberény       | Erdőtársulás | Vörösdombi magyar tölgyes                                        | (13/17/TT/77)    |
| Kadarkút           |              | Kadarkúti növénygyűjtemény                                       | (13/98/TT/00)    |
| Kaposgyarmat       |              | Kaposgyarmati belterületi védett terület                         | (13/118/TT/04)   |
| Kaposgyarmat       |              | Kaposgyarmati külterületi védett terület                         | (13/117/TT/04)   |
| Kaposvár           |              | Deseda-tó és környéke                                            | (13/81/TT/94)    |
| Kelevíz            |              | Kelevízi védett terület                                          | (13/120/TT/04)   |
| Kisberény          |              | Kisberényi védett terület                                        | (13/105/TT/03)   |
| Kőkút              | Park         | Gyöngyöspusztai Szociális Otthon parkja                          | (13/85/TT/98)    |
| Kutas              |              | Kutasi Apáti-mező                                                | (13/122/TT/04)   |
| Kutas              | Fák          | Tölösaljai legelő kocsányos tölgyfái                             | (13/74/TT/87)    |
| Lábod              | Park         | Pihenőpark                                                       | (13/49/TT/80)    |
| Lengyeltóti        |              | Lengyeltóti védett terület                                       | (13/110/TT/04)   |
| Magyaregres        | Arborétum    | Magyaregres, Desedai arborétum                                   | (13/148/TT/06)   |
| Marcali            | Park         | Béke park                                                        | (13/69/TT/85)    |
| Marcali            |              | Boronkai-patak völgye                                            | (13/107/TT/03)   |
| Marcali            | Legelő       | Gyóta-pusztai legelő                                             | (13/108/TT/03)   |
| Marcali            |              | Kossuth utcai téglagyár                                          | (13/109/TT/03)   |
| Mernye             |              | Mernyei védett terület                                           | (13/125/TT/04)   |
| Mosdós             | Kastélypark  | Mosdós, Pallavicini-kastély parkja                               | (13/144/TT/05)   |
| Nágocs             | Park         | Zichy-park                                                       | (13/70/TT/85)    |
| Nagyatád           | Park         | Dohánybeváltó üzem parkja                                        | (13/48/TT/80)    |
| Nagyatád           | Fák          | Dózsa György úti vadgesztenye fasor                              | (13/22/TT/77)    |
| Nagyatád           | Fák          | Korányi Sándor utcai játszótér facsoportja                       | (13/46/TT/80)    |
| Nagyatád           | Kastélypark  | Simongáti Mándy kastélypark                                      | (13/28/TT/77)    |
| Nagyatád           | Park         | Széchenyi téri park                                              | (13/47/TT/80)    |
| Nagyatád           | Fák          | Szülőotthon platán és vadgesztenye fái (Városháza, Baross u. 9.) | (13/23/TT/77)    |
| Nagybajom          | Legelő       | Nagybajomi fás legelő                                            | (13/87/TT/00)    |
| Nagyberki          | Kastélypark  | Vigyázó-kastély parkja                                           | (13/77/TT/87)    |
| Patosfa            | Kastélypark  | Patosfai volt kastélypark                                        | (13/88/TT/00)    |
| Péterhida          | Legelő       | Fás legelő                                                       | (13/35/TT/78)    |
| Rinyabesenyő       | Fák          | Tiszafák                                                         | (13/37/TT/78)    |
| Simonfa            |              | Észak-Zselici Természetvédelmi Terület                           | (13/94/TT/00)    |
| Siófok             |              | Siófoki Szabadi-magaspart                                        | (13/113/TT/03)   |
| Siófok             |              | Töreki-tavak                                                     | (13/82/TT/94)    |
| Somogybükkösd      | Kastélypark  | Kastélypark                                                      | (13/72/TT/85)    |
| Somogygeszti       | Kastélypark  | Kastélypark                                                      | (13/60/TT/83)    |
| Somogyjád          | Park         | Somogyjádi Millenniumi ifjúsági park                             | (13/102/TT/02)   |
| Somogyjád          |              | Somogyjádi védett terület                                        | (13/114/TT/03)   |
| Somogysárd         | Kastélypark  | Kastélypark                                                      | (13/38/TT/78)    |
| Somogyszil         |              | Somogyszili védett terület                                       | (13/151/TT/07)   |
| Somogytúr          | Kastélypark  | Kunffy Lajos kastély parkja                                      | (13/40/TT/78)    |
| Somogyvár          | Erdő         | Brézai-erdő                                                      | (13/58/TT/83)    |
| Somogyvár          |              | Somogyvári Mária-puszta                                          | (13/145/TT/05)   |
| Somogyvár          |              | Somogyvári Pogány-völgyi-víz                                     | (13/146/TT/05)   |
| Somogyvár          | Park         | Széchenyi-kastély parkja                                         | (13/59/TT/83)    |
| Somogyzsitfa       |              | Szőcsény-pusztai földvárrom körüli famatuzsálemek                | (13/45/TT/80)    |
| Szenna             |              | Gyurgyalag fészkelőhelyek                                        | (13/52/TT/80)    |
| Szentbalázs        |              | Szentbalázsi védett terület                                      | (13/129/TT/04)   |
| Szőkedencs         | Fák          | Temetődombi hársfa, új védett fák, fasorok                       | (13/64/TT/85)    |
| Újvárfalva         |              | Zergeboglár termőhelye                                           | (13/63/TT/83)    |
| Varászló           | Fák          | Magaskőris                                                       | (13/54/TT/83)    |
| Varászló           | Fák          | Tölgyfák                                                         | (13/55/TT/83)    |
| Zala               | Park         | Zichy park                                                       | (13/9/TT/52)     |
| Zala               | Kert         | Zichy-család sírkertje                                           | (13/62/TT/83)    |
| Zselickislak       |              | Észak-Zselici Természetvédelmi Terület                           | (13/94/TT/00)    |
| Zselicszentpál     |              | Észak-Zselici Természetvédelmi Terület                           | (13/94/TT/00)    |

### Tolna vármegye
| Település   | Gyűjtőnév    | Természetvédelmi terület (TT) / Természeti emlék (TE) | Törzskönyvi szám |
| ----------- | ------------ | ----------------------------------------------------- | ---------------- |
| Bogyiszló   | Gyep         | Bogyiszlói-gyepek                                     | (16/55/TT/05)    |
| Bonyhád     | Park         | Perczel Mór Szakközépiskola és Kollégium parkja       | (16/8/TT/75)     |
| Dombóvár    |              | Dombóvári Bontovai-tó                                 | (16/45/TT/04)    |
| Dombóvár    |              | Dombóvári Gólyavár                                    | (16/47/TT/04)    |
| Dombóvár    | Erdő         | Dombóvári Gunaras-parkerdő                            | (16/48/TT/04)    |
| Dombóvár    |              | Dombóvári Kis-Konda-patak                             | (16/50/TT/04)    |
| Dombóvár    |              | Dombóvári Nyerges-erdő és horgásztó                   | (16/51/TT/04)    |
| Dombóvár    | Erdő         | Dombóvári Szigeterdő (régebben: Béke park TT)         | (16/17/TT/76)    |
| Dombóvár    | Erdő         | Dombóvári Tüskei tölgyes maradványerdő                | (16/53/TT/04)    |
| Dombóvár    | Rétek        | Dombóvári tűzlepkés rétek                             | (16/46/TT/04)    |
| Dombóvár    | Erdőtársulás | Gunarasi tölgyes maradványerdő                        | (16/49/TT/04)    |
| Dombóvár    | Fák          | Újdombóvári vadgesztenye fasor                        | (16/18/TT/76)    |
| Fadd        |              | Fadd, Tolnai Holt-Duna északi oldala                  | (16/41/TT/03)    |
| Fadd        | Társulás     | Fadd, Tsz-major feletti füves-lápos                   | (16/43/TT/03)    |
| Fadd        |              | Fadd-Dombori kobolya                                  | (16/37/TT/03)    |
| Fadd        | Park         | Faddi Bartal-park                                     | (16/36/TT/03)    |
| Fadd        |              | Faddi Duna-part                                       | (16/38/TT/03)    |
| Fadd        |              | Faddi Harisi terület                                  | (16/39/TT/03)    |
| Fadd        |              | Faddi Holt-Duna                                       | (16/40/TT/03)    |
| Felsőnyék   |              | Felsőnyéki Kolláti-rét Természetvédelmi Terület       | (16/25/TT/94)    |
| Gyulaj      | Erdőtársulás | Gyulaji magyar tölgyes                                | (16/22/TT/76)    |
| Hőgyész     | Kastélypark  | Hőgyészi kastélypark                                  | (16/9/TT/75)     |
| Iregszemcse |              | Öreg-hegy - Gesztenye-völgy                           | (16/56/TT/06)    |
| Iregszemcse | Park         | Iregszemcsei-park                                     | (16/13/TT/75)    |
| Kismányok   |              | Gyurgyalagtelep                                       | (16/26/TT/93)    |
| Lengyel     | Park         | Apponyi-park                                          | (16/3/TT/75)     |
| Lengyel     |              | Lengyeli Anna-forrás és környéke TT                   | (16/7/TT/75)     |
| Madocsa     | Erdőtársulás | Szlavón tölgyes                                       | (16/5/TT/75)     |
| Nagydorog   |              | Banai-tó                                              | (16/4/TT/75)     |
| Nagymányok  | Rét          | Agárkosboros rét                                      | (16/27/TT/93)    |
| Paks        | Kert         | Deák Ferenc utcai általános iskola előkertje          | (16/29/TT/96)    |
| Paks        | Erdő         | Imsósi-erdő                                           | (16/35/TT/00)    |
| Paks        |              | Prelátushoz tartozó szőlőterület                      | (16/31/TT/96)    |
| Paks        | Kert         | Római katolikus templom kertje                        | (16/32/TT/96)    |
| Paks        | Kert         | Városi Múzeum kertje                                  | (16/33/TT/96)    |
| Paks        |              | Vörösmalmi-völgy                                      | (16/34/TT/96)    |
| Paks        | Rétek        | Cseresznyési-láprétek                                 | (16/28/TT/96)    |
| Szekszárd   | Erdő         | Szekszárdi Sötétvölgyi erdő                           | (16/12/TT/75)    |
| Tengelic    | Arborétum    | Arborétum (Benyovszky park)                           | (16/23/TT/77)    |
| Tengelic    |              | Bogárzó-tó                                            | (16/11/TT/75)    |
| Tengelic    | Park         | Csapó park                                            | (16/15/TT/76)    |

### Vas vármegye
| Település        | Gyűjtőnév                                      | Természetvédelmi terület (TT) / Természeti emlék (TE)     | Törzskönyvi szám |
| ---------------- | ---------------------------------------------- | --------------------------------------------------------- | ---------------- |
| Acsád            | Kastélypark                                    | Acsádi kastélypark                                        | (17/27/TT/83)    |
| Acsád            | Fák                                            | Acsádi platánfasor                                        | (17/28/TT/83)    |
| Bejcgyertyános   |                                                | Mária Terézia-forrás                                      | (17/1/TT/42)     |
| Csepreg          | Öreg Répce menti erdő Természetvédelmi terület |                                                           |                  |
| Felsőszölnök     | Kert                                           | Felsőszölnöki-templomkert                                 | (17/67/TT/02)    |
| Káld             | Fák                                            | József-majori kocsányostölgy tanufák                      | (17/40/TT/95)    |
| Káld             | fák                                            | Lajos-bükkök                                              | (17/2/TT/42)     |
| Körmend          | Erdő                                           | Dobogó elnevezésű erdőrészlet                             | (17/37/TT/85)    |
| Körmend          | Fák                                            | Piramistölgy fasorok                                      | (17/11/TT/61)    |
| Kőszeg           | Kert                                           | Chernel kert                                              | (17/12/TT/65)    |
| Kőszeg           |                                                | Csónakázó-tó                                              | (17/82/TT/04)    |
| Kőszeg           | Kert                                           | Evangélikus templom kertje                                | (17/84/TT/04)    |
| Kőszeg           |                                                | Fehér sáfrányos terület                                   | (17/25/TT/81)    |
| Kőszeg           | Park                                           | Gyógypedagógiai Intézet parkja                            | (17/85/TT/04)    |
| Kőszeg           |                                                | Gyöngyös-parti sétány és sziget                           | (17/81/TT/04)    |
| Kőszeg           |                                                | Hidegvölgyi-mélyút                                        | (17/86/TT/04)    |
| Kőszeg           | Park                                           | Hunyadi Mátyás park                                       | (17/76/TT/04)    |
| Kőszeg           | Park                                           | MÁV Nevelőotthon parkja (Felső krt.)                      | (17/83/TT/04)    |
| Kőszeg           | Park                                           | Széchenyi park                                            | (17/80/TT/04)    |
| Kőszegdoroszló   | Társulás                                       | Kőszegdoroszlói csarabos-borókás                          | (17/58/TT/85)    |
| Molnaszecsőd     | Park                                           | Molnaszecsődi-közpark                                     | (17/90/TT/05)    |
| Molnaszecsőd     |                                                | Molnaszecsődi-zöldterület                                 | (17/91/TT/05)    |
| Nádasd           | Rét                                            | Csörnöc-patak menti égeres láprét                         | (17/36/TT/85)    |
| Oszkó            |                                                | Cserfa és kút                                             | (17/42/TT/96)    |
| Rátót            | Fák                                            | Deák-tölgyek                                              | (17/31/TT/83)    |
| Rátót            | Kastélypark                                    | Kastélypark                                               | (17/32/TT/83)    |
| Répceszentgyörgy | Kastélypark                                    | Szentgyörgy-Horváth kastélypark (MÁV Nevelőotthon parkja) | (17/24/TT/81)    |
| Sárvár           | Erdő                                           | Sárvár, Bajti erdőrészlet                                 | (17/95/TT/07)    |
| Sárvár           | Erdő                                           | Sárvár, Csónakázó-tó melletti Parkerdő                    | (17/96/TT/07)    |
| Sárvár           |                                                | Sárvár, Rába-holtág a Szatmári-erdőben                    | (17/99/TT/07)    |
| Sárvár           | Park                                           | Sárvári Várpark                                           | (17/100/TT/07)   |
| Sárvár           | Erdőtársulás                                   | Több száz éves ártéri tölgyes                             | (17/21/TT/81)    |
| Sitke            |                                                | Királyné gyertyája termőhelye                             | (17/14/TT/75)    |
| Sitke            |                                                | Sitkei Hercseg-tető                                       | (17/102/TT/07)   |
| Sitke            | Fák                                            | Sitkei Kálváriadomb platánfái                             | (17/106/TE/07)   |
| Sitke            | Kastélypark                                    | Sitkei Kastélypark (Gurgya)                               | (17/105/TT/07)   |
| Sitke            | Társulás                                       | Sitkei Lánka-patak melletti égeres és láprétfolt          | (17/107/TT/07)   |
| Szentgotthárd    | Park                                           | Kolostorpark                                              | (17/33/TT/83)    |
| Szombathely      | Kastélypark                                    | Bogáti kastélypark                                        | (17/29/TT/83)    |
| Szombathely      | Park                                           | Brenner-park                                              | (17/55/TT/97)    |
| Szombathely      | Fák                                            | Császárfa                                                 | (17/49/TE/97)    |
| Szombathely      | Park                                           | Ezredévi park                                             | (17/56/TT/97)    |
| Szombathely      | Park                                           | Gayer-park                                                | (17/54/TT/97)    |
| Szombathely      | Park                                           | Szent István park                                         | (17/57/TT/97)    |
| Tormásliget      | Park                                           | Park és fasorok                                           | (17/39/TT/95)    |
| Vép              | Kastélypark                                    | Kastélypark                                               | (17/10/TT/60)    |
| Zsennye          | Fák                                            | Ezeréves tölgy                                            | (17/7/TT/58)     |
| Zsennye          | Kastélypark                                    | Kastélypark                                               | (17/6/TT/57)     |

### Veszprém vármegye
| Település     | Gyűjtőnév   | Természetvédelmi terület (TT) / Természeti emlék (TE) | Törzskönyvi szám |
| ------------- | ----------- | ----------------------------------------------------- | ---------------- |
| Alsóörs       |             | Alsóörsi Szabadság-kilátó                             | (18/53/TT/01)    |
| Balatonalmádi | Liget       | Szent Erzsébet liget (korábban: Öregpark)             | (18/23/TT/77)    |
| Balatonfüred  | Park        | Kiserdő park                                          | (18/32/TT/79)    |
| Balatonfüred  | Fák         | Platán fasorok                                        | (13/57/TT/83)    |
| Békás         | Társulás    | Békási-láp                                            | (18/54/TT/03)    |
| Csesznek      |             | Cseszneki várhegy                                     | (18/5/TT/52)     |
| Csesznek      | Erdő        | Gézaházi parkerdő                                     | (18/34/TT/79)    |
| Csopak        | Park        | Növényvédelmi és Agrokémiai Állomás Parkja            | (18/31/TT/79)    |
| Farkasgyepű   | Erdő        | Farkasgyepűi-erdők                                    | (18/85/TT/08)    |
| Hegyesd       |             | Hegyesdi-agyaggödrök                                  | (18/50/TT/00)    |
| Hegyesd       | Gyep        | Hegyesdi-gyepek                                       | (18/51/TT/00)    |
| Kislőd        |             | Kislődi Kis-Torna-patak völgye                        | (18/57/TT/04)    |
| Kup           |             | Kárpáti sáfrány termőhelye                            | (18/21/TT/76)    |
| Lesencetomaj  | Fák         | Mamutfenyők                                           | (18/15/TT/60)    |
| Magyargencs   | Kastélypark | Magyargencsi Széll-kastély parkja                     | (18/61/TT/06)    |
| Nagyvázsony   | Kastélypark | Nagyvázsonyi kastélypark                              | (18/17/TT/63)    |
| Olaszfalu     | Legelő      | Olaszfalui fás legelő                                 | (18/52/TT/00)    |
| Öcs           |             | Birkadomb                                             | (18/44/TT/96)    |
| Öcs           |             | Halál-völgy környéke                                  | (18/45/TT/96)    |
| Öcs           |             | Kinder-tó és Csigás-tó                                | (18/46/TT/96)    |
| Öcs           |             | Kőház-verem                                           | (18/47/TT/96)    |
| Öcs           |             | Nagy-tó és környéke                                   | (18/38/TT/80)    |
| Pápa          | Kert        | Belső várkert                                         | (18/24/TT/77)    |
| Sümeg         | Park        | Nyírlaki Szociális Otthon parkja                      | (18/40/TT/86)    |
| Sümeg         |             | Sümegi volt mészkőbánya                               | (18/82/TT/07)    |
| Sümeg         | Társulás    | Sümegi-borókás                                        | (18/79/TT/07)    |
| Sümeg         |             | Várhegy                                               | (18/12/TT/57)    |
| Szőc          | Társulás    | Pörös-dombi borókás                                   | (18/63/TT/07)    |
| Veszprém      |             | A régi vidámpark területe                             | (18/75/TT/07)    |
| Veszprém      |             | Benedek-hegy                                          | (18/64/TT/07)    |
| Veszprém      |             | Betekints-völgy                                       | (18/65/TT/07)    |
| Veszprém      |             | Erzsébet-sétány                                       | (18/67/TT/07)    |
| Veszprém      | Park        | Fenyves utcai parkerdő                                | (18/68/TT/07)    |
| Veszprém      |             | Kálvária-domb (Veszprém) és környéke                  | (18/70/TT/07)    |
| Veszprém      |             | Séd völgye                                            | (18/71/TT/07)    |
| Veszprém      |             | Sintér-domb                                           | (18/72/TT/07)    |
| Veszprém      |             | Szerelem-sziget                                       | (18/73/TT/07)    |
| Veszprém      | Kert        | Színház-kert                                          | (18/74/TT/07)    |
| Veszprém      | Fák         | Tiszafa I.                                            | (18/20/TT/76)    |

### Zala vármegye
| Település          | Gyűjtőnév                          | Természetvédelmi terület (TT) / Természeti emlék (TE) | Törzskönyvi szám |
| ------------------ | ---------------------------------- | ----------------------------------------------------- | ---------------- |
| Balatongyörök      |                                    | Szépkilátó                                            | (19/66/TT/87)    |
| Csertalakos        |                                    | Csertalakosi Cserta-patak, Berek-patak és környéke    | (19/143/TT/07)   |
| Egervár            | Rétek                              | Sárvíz menti rétek                                    | (19/130/TT/01)   |
| Egervár            | Liget                              | Egervári-égerliget                                    | (19/123/TT/92)   |
| Egervár            | Liget                              | Ligetek                                               | (19/88/TT/92)    |
| Egervár            |                                    | Pince-domb                                            | (19/89/TT/92)    |
| Egervár            | Fák                                | Vadgesztenyesor                                       | (19/90/TT/92)    |
| Felsőszenterzsébet |                                    | Fekete gólya fészkelőhelye                            | (19/28/TT/76)    |
| Gyenesdiás         |                                    | Lakatos-hegyi tisztás                                 | (19/139/TT/05)   |
| Hévíz              | Park                               | Hotel Helios park (korábban: SZOT Szanatórium park)   | (19/42/TT/77)    |
| Kallósd            |                                    | Kerektemplom és környezete                            | (19/48/TT/81)    |
| Kehidakustány      |                                    | Deák-kút és környezete                                | (19/49/TT/81)    |
| Kehidakustány      | Park                               | Iskolapark                                            | (19/5/TT/74)     |
| Kemendollár        |                                    | Akasztódomb                                           | (19/124/TT/93)   |
| Kemendollár        |                                    | Várdomb                                               | (19/125/TT/93)   |
| Kerkafalva         | legelő                             | Fás legelő                                            | (19/25/TT/76)    |
| Kerkakutas         | Erdőtársulás                       | Fenyves                                               | (19/50/TT/81)    |
| Keszthely          | Kert                               | Balaton múzeum kertje                                 | (19/118/TT/99)   |
| Keszthely          |                                    | Deák 16., 57. PATE udvar                              | (19/119/TT/99)   |
| Keszthely          | Park                               | Helikon park                                          | (19/37/TT/60)    |
| Keszthely          | Társulás                           | Keszthelyi láp                                        | (19/108/TT/99)   |
| Keszthely          | Kert                               | Pethe F. Kollégium Jubileumi park, botanikus kert     | (19/120/TT/99)   |
| Keszthely          | Szent Miklós temető (19/112/TT/99) |                                                       |                  |
| Keszthely          | Fák                                | Vadgesztenyefasor (Keszthely és Fenékpuszta között)   | (19/39/TT/60)    |
| Keszthely          | Kert                               | Várkert                                               | (19/109/TT/99)   |
| Kiscsehi           | arborétum                          | Budafapusztai arborétum                               | (19/16/TT/76)    |
| Lasztonya          |                                    | Gímpáfrány élőhelye                                   | (19/46/TT/81)    |
| Lenti              | Erdőtársulás                       | Lentiszombathelyi tölgyes                             | (19/18/TT/76)    |
| Nagykanizsa        |                                    | Ady út - Bécsi korzó                                  | (19/70/TT/92)    |
| Nagykanizsa        | Park                               | Bajza utcai Gyermek- és Ifjúságvédelmi Intézet parkja | (19/77/TT/92)    |
| Nagykanizsa        |                                    | Deák tér                                              | (19/74/TT/92)    |
| Nagykanizsa        |                                    | Eötvös tér                                            | (19/75/TT/92)    |
| Nagykanizsa        |                                    | Erzsébet tér                                          | (19/76/TT/92)    |
| Nagykanizsa        |                                    | Izraelita temető                                      | (19/78/TT/92)    |
| Nagykanizsa        | Kert                               | Károlyi-kert                                          | (19/79/TT/92)    |
| Nagykanizsa        |                                    | Kossuth tér                                           | (19/80/TT/92)    |
| Nagykanizsa        |                                    | MAORT telep                                           | (19/81/TT/92)    |
| Nagykanizsa        | kert                               | Millenniumi sétakert                                  | (19/82/TT/92)    |
| Nagykanizsa        |                                    | Nagykanizsa, Hevesi Sándor Általános Iskola udvara    | (19/136/TT/03)   |
| Nagykanizsa        | Park                               | Palini általános iskola parkja                        | (19/83/TT/92)    |
| Nagykanizsa        | Park                               | Palini szociális otthon parkja                        | (19/84/TT/92)    |
| Nagykanizsa        | Erdőtársulás                       | Szurkosfenyves                                        | (19/53/TT/81)    |
| Nagyrécse          | Legelő                             | Fás legelő                                            | (19/23/TT/76)    |
| Pat                |                                    | Rétisas fészkelőhely                                  | (19/26/TT/76)    |
| Pókaszepetk        |                                    | Faluréti tölgyfák                                     | (19/104/TT/96)   |
| Pókaszepetk        |                                    | Zala-réti kockás liliom termőhelye                    | (19/105/TT/96)   |
| Pölöske            | Kastélypark                        | Kastélypark                                           | (19/4/TT/74)     |
| Pölöske            | Erdőtársulás                       | Pölöskei bükkös                                       | (19/52/TT/81)    |
| Pölöske            |                                    | Pölöskei-tó                                           | (19/62/TT/82)    |
| Surd               | Park                               | Pihenőpark                                            | (19/44/TT/81)    |
| Surd               | Fák                                | Platánfasor                                           | (19/9/TT/74)     |
| Surd               | Arborétum                          | Surdi arborétum                                       | (19/142/TT/05)   |
| Surd               | Fák                                | Szelídgesztenyefák                                    | (19/8/TT/74)     |
| Sümegcsehi         |                                    | Sümegcsehi-hegy                                       | (19/145/TT/07)   |
| Újudvar            |                                    | Csibiti-völgy                                         | (19/101/TT/94)   |
| Várvölgy           | Erdő                               | Várvölgyi Csetényi-erdő                               | (19/128/TT/00)   |
| Vonyarcvashegy     |                                    | Szent Mihály domb és környéke                         | (19/68/TT/87)    |
| Zalacsány          | Park                               | Általános Iskola parkja                               | (19/12/TT/74)    |
| Zalaegerszeg       | Arborétum                          | Zalaegerszeg, Csácsi arborétum                        | (19/132/TT/01)   |
| Zalaistvánd        |                                    | Zalaistvándi kockás liliom élőhelye                   | (19/138/TT/04)   |
| Zalaszántó         |                                    | Hermantó és környéke                                  | (19/126/TT/96)   |
| Zalaszántó         |                                    | Kisharasztos                                          | (19/107/TT/96)   |
| Zalaszentgrót      | Kastélypark                        | Kastélypark                                           | (19/2/TT/74)     |
| Zalaszentgrót      |                                    | Leánykökörcsin élőhelye                               | (19/47/TT/81)    |
| Zalaszentgrót      |                                    | Zalaszentgrót, Zala folyó ártere                      | (19/129/TT/00)   |
| Zalaszentmihály    |                                    | Zalaszentmihályi Pölöskei-tó partja                   | (19/133/TT/01)   |

## Natúrparkok
- Ipolymente-Börzsöny Natúrpark
- Írottkő Natúrpark
- Kerkamente Natúrpark
- Körösök Völgye Natúrpark Egyesület
- Nagy-Milic Natúrpark
- Őrség Natúrpark
- Soproni-hegység Natúrpark
- Szatmár-Beregi Natúrpark
- Vértes Natúrpark